# ننه (بازیکن فوتبال، زاده ۱۹۷۶)
ننه (انگلیسی: Nenê؛ زادهٔ ۳۱ مارس ۱۹۷۶) بازیکن فوتبال اهل برزیل است.
وی همچنین در تیم ملی فوتبال زنان برزیل بازی کرده‌است.